# Стокласка, Ян
Ян Стокласка (чеш. Jan Stokláska, 7 февраля 1983, Прага) — чешский бобслеист, разгоняющий, выступает за сборную Чехии с 2006 года. Участник зимних Олимпийских игр в Ванкувере, неоднократный победитель национального первенства, призёр различных этапов Кубка Европы.

## Биография
Ян Стокласка родился 7 февраля 1983 года в Праге. Активно заниматься бобслеем начал в 2006 году, тогда же в качестве разгоняющего присоединился к национальной команде и в составе четырёхместного экипажа пилота Иво Данилевича дебютировал в Кубке мира — на трассе в канадском Калгари они финишировали шестнадцатыми. В феврале 2007 года впервые поучаствовал в заездах взрослого чемпионата мира, на соревнованиях в швейцарском Санкт-Морице их четвёрка заняла четырнадцатое место. В следующем сезоне на мировом первенстве в Альтенберге чехи выступили значительно лучше, в четвёрках добрались только до двенадцатой позиции, зато в двойках были шестыми — до сих пор это лучший результат Стокласки на чемпионатах мира. Позже спортсмен провёл несколько заездов на менее престижном Кубке Европы, но был там весьма успешен, так, на этапе в австрийском Иглсе даже выиграл бронзовую медаль.
В 2009 году Ян Стокласка неизменно присутствовал в основном составе сборной, съездил на чемпионат мира в американский Лейк-Плэсид, где занял восемнадцатое место с двухместным экипажем и четырнадцатое с четырёхместным. Участвовал практически во всех этапах Кубка мира и почти всегда попадал в двадцатку сильнейших. Благодаря череде удачных выступлений удостоился права защищать честь страны на Олимпийских играх 2010 года в Ванкувере, в составе экипажа Данилевича занял тринадцатую строку в двойках и двенадцатую в четвёрках. Поскольку сразу после этих соревнований Данилевич завершил карьеру профессионального спортсмена, Стокласка перешёл в команду Яна Врба, однако в новом сочетании они долго не могли добиться достойных результатов и вынуждены были пропускать крупнейшие международные старты.
Возвращение в элиту мирового бобслея произошло в январе 2011 года, когда чехи вновь закрепились в двадцатке Кубка мира и попали на мировое первенство в немецкий Кёнигсзее — там, тем не менее, были лишь двадцать первыми с двухместным экипажем и семнадцатыми с четырёхместным. Некоторый прогресс наметился в следующем сезоне, когда их четвёрка расположилась на восемнадцатой строке общего зачёта мирового кубка и удачливее выступила на чемпионате мира в Лейк-Плэсиде, заняв восемнадцатое и тринадцатое места в двойках и четвёрках соответственно.